# رويان (الرقة)
رويان قرية سورية تتبع ناحية مركز الرقة في منطقة مركز الرقة في محافظة الرقة. بلغ عدد سكانها 735 نسمة في عام 2004 حسب إحصاء المكتب المركزي للإحصاء.